# Nordin Jackers
Nordin Jackers (Veldwezelt, 5 settembre 1997) è un calciatore belga, portiere del Club Bruges.

## Carriera

### Club
Ha giocato nella prima divisione belga.

### Nazionale
Ha giocato nelle nazionali giovanili belghe Under-16, Under-17, Under-18, Under-19 ed Under-21.

## Statistiche

### Presenze e reti nei club
Statistiche aggiornate al 10 aprile 2025.
| Stagione                | Squadra                 | Campionato              | Campionato | Campionato | Coppe nazionali | Coppe nazionali | Coppe nazionali | Coppe continentali | Coppe continentali | Coppe continentali | Altre coppe | Altre coppe | Altre coppe | Totale | Totale | Totale |
| Stagione                | Squadra                 | Comp                    | Pres       | Reti       | Comp            | Pres            | Reti            | Comp               | Pres               | Reti               | Comp        | Pres        | Reti        | Pres   | Reti   |        |
| ----------------------- | ----------------------- | ----------------------- | ---------- | ---------- | --------------- | --------------- | --------------- | ------------------ | ------------------ | ------------------ | ----------- | ----------- | ----------- | ------ | ------ | ------ |
| 2015-2016               | Genk                    | D1                      | 0          | 0          | CB              | 0               | 0               | -                  | -                  | -                  | -           | -           | -           | 0      | 0      |        |
| 2016-2017               | Genk                    | D1                      | 4          | -2         | CB              | 0               | 0               | UEL                | 1                  | -1                 | -           | -           | -           | 5      | -2     |        |
| 2017-2018               | Genk                    | D1                      | 2          | -3         | CB              | 0               | 0               | -                  | -                  | -                  | -           | -           | -           | 2      | -3     |        |
| 2018-2019               | Genk                    | D1                      | 3          | -4         | CB              | 1               | 0               | UEL                | 3                  | -3                 | -           | -           | -           | 7      | -7     |        |
| Totale Genk             | Totale Genk             | Totale Genk             | 9          | -9         |                 | 1               | 0               |                    | 4                  | -3                 |             | -           | -           | 14     | -12    |        |
| 2019-2020               | Waasland-Beveren        | D1                      | 16         | -31        | CB              | 0               | 0               | -                  | -                  | -                  | -           | -           | -           | 16     | -31    |        |
| 2020-2021               | Waasland-Beveren        | D1                      | 30         | -62        | CB              | 1               | 0               | -                  | -                  | -                  | -           | -           | -           | 31     | -62    |        |
| 2021-2022               | Waasland-Beveren        | D2                      | 26         | -38        | CB              | 1               | -1              | -                  | -                  | -                  | -           | -           | -           | 27     | -39    |        |
| Totale Waasland-Beveren | Totale Waasland-Beveren | Totale Waasland-Beveren | 72         | -131       |                 | 2               | -1              |                    | -                  | -                  |             | -           | -           | 74     | -132   |        |
| 2022-2023               | OH Lovanio              | D1                      | 0          | 0          | CB              | 0               | 0               | -                  | -                  | -                  | -           | -           | -           | 0      | 0      |        |
| 2023-2024               | Club Bruges             | D1                      | 9          | -6         | CB              | 1               | -1              | UECL               | 4                  | -5                 | -           | -           | -           | 14     | -12    |        |
| 2024-2025               | Club Bruges             | D1                      | 1          | -1         | CB              | 5               | -4              | -                  | -                  | -                  | -           | -           | -           | 6      | -5     |        |
| Totale Club Bruges      | Totale Club Bruges      | Totale Club Bruges      | 10         | -7         |                 | 6               | -5              |                    | 4                  | -5                 |             | -           | -           | 20     | -17    |        |
| Totale carriera         | Totale carriera         | Totale carriera         | 91         | -147       |                 | 9               | -6              |                    | 8                  | -8                 |             | -           | -           | 108    | -161   |        |

### Cronologia presenze e reti in nazionale
| Cronologia completa delle presenze e delle reti in nazionale ― Belgio under 21 | Cronologia completa delle presenze e delle reti in nazionale ― Belgio under 21 | Cronologia completa delle presenze e delle reti in nazionale ― Belgio under 21 | Cronologia completa delle presenze e delle reti in nazionale ― Belgio under 21 | Cronologia completa delle presenze e delle reti in nazionale ― Belgio under 21 | Cronologia completa delle presenze e delle reti in nazionale ― Belgio under 21 | Cronologia completa delle presenze e delle reti in nazionale ― Belgio under 21 | Cronologia completa delle presenze e delle reti in nazionale ― Belgio under 21 |
| Data                                                                           | Città                                                                          | In casa                                                                        | Risultato                                                                      | Ospiti                                                                         | Competizione                                                                   | Reti                                                                           | Note                                                                           |
| ------------------------------------------------------------------------------ | ------------------------------------------------------------------------------ | ------------------------------------------------------------------------------ | ------------------------------------------------------------------------------ | ------------------------------------------------------------------------------ | ------------------------------------------------------------------------------ | ------------------------------------------------------------------------------ | ------------------------------------------------------------------------------ |
| 27-3-2017                                                                      | Oud-Heverlee                                                                   | Belgio under 21                                                                | 2 – 1                                                                          | Malta under 21                                                                 | Qual. Europeo Under-21 2019                                                    | -1                                                                             |                                                                                |
| 5-9-2017                                                                       | Oud-Heverlee                                                                   | Belgio under 21                                                                | 0 – 0                                                                          | Turchia under 21                                                               | Qual. Europeo Under-21 2019                                                    | -                                                                              |                                                                                |
| 6-10-2017                                                                      | Oud-Heverlee                                                                   | Belgio under 21                                                                | 1 – 1                                                                          | Svezia under 21                                                                | Qual. Europeo Under-21 2019                                                    | -1                                                                             |                                                                                |
| 10-10-2017                                                                     | Larnaca                                                                        | Cipro under 21                                                                 | 0 – 2                                                                          | Belgio under 21                                                                | Qual. Europeo Under-21 2019                                                    | -                                                                              |                                                                                |
| 9-11-2017                                                                      | Oud-Heverlee                                                                   | Belgio under 21                                                                | 3 – 2                                                                          | Cipro under 21                                                                 | Qual. Europeo Under-21 2019                                                    | -2                                                                             |                                                                                |
| 14-11-2017                                                                     | Istanbul                                                                       | Turchia under 21                                                               | 1 – 2                                                                          | Belgio under 21                                                                | Qual. Europeo Under-21 2019                                                    | -1                                                                             |                                                                                |
| 26-3-2018                                                                      | Oud-Heverlee                                                                   | Belgio under 21                                                                | 3 – 0                                                                          | Ungheria under 21                                                              | Qual. Europeo Under-21 2019                                                    | -                                                                              |                                                                                |
| 7-9-2018                                                                       | Ta' Qali                                                                       | Malta under 21                                                                 | 0 – 4                                                                          | Belgio under 21                                                                | Qual. Europeo Under-21 2019                                                    | -                                                                              |                                                                                |
| 11-9-2018                                                                      | Budapest                                                                       | Ungheria under 21                                                              | 0 – 3                                                                          | Belgio under 21                                                                | Qual. Europeo Under-21 2019                                                    | -                                                                              |                                                                                |
| 20-3-2019                                                                      | Slagelse                                                                       | Danimarca under 21                                                             | 3 – 2                                                                          | Belgio under 21                                                                | Amichevole                                                                     | -3                                                                             |                                                                                |
| 3-6-2019                                                                       | Le Mans                                                                        | Francia under 21                                                               | 3 – 0                                                                          | Belgio under 21                                                                | Amichevole                                                                     | -3                                                                             |                                                                                |
| 16-6-2019                                                                      | Reggio Emilia                                                                  | Polonia under 21                                                               | 3 – 2                                                                          | Belgio under 21                                                                | Europeo Under-21 2019 - 1º turno                                               | -3                                                                             |                                                                                |
| Totale                                                                         |                                                                                | Presenze                                                                       | 12                                                                             |                                                                                | Reti                                                                           | -14                                                                            |                                                                                |

## Palmarès

### Club

#### Competizioni nazionali
- Campionato belga: 2

Genk: 2018-2019
Club Bruges: 2023-2024
- Supercoppa del Belgio: 2

Genk: 2019
Club Bruges: 2025
- Coppa del Belgio: 1

Club Bruges: 2024-2025